# Activision
Activision Publishing (сокращенно: Activision) — американская компания по изданию и разработке компьютерных игр. Основана 1 октября 1979 года. Эта компания стала первым независимым разработчиком игр для игровых приставок и персональных компьютеров. Первой продукцией компании стали игровые картриджи для Atari 2600. Компания базируется в Санта-Монике (Калифорния) и работает в шестнадцати странах.

## История
До появления Activision программное обеспечение для игровых приставок издавалось исключительно компаниями - создателями систем, для которых предназначались эти игры. Например, Atari была единственным издателем игр для Atari 2600. Это вызывало сильное недовольство разработчиков игр, поскольку они не получали большого вознаграждения за отлично сделанные игры, и даже не упоминались в печатных материалах к игре. После того, как несколько игр стали бестселлерами, давшими прибыль в миллионы долларов, часть программистов покинула компанию. Так Activision стала первым сторонним разработчиком игр.
Activision была основана Джимом Леви, пришедшим из музыкальной индустрии, и четырьмя программистами, ушедшими из Atari — Дэвидом Крэйном, Ларри Капланом, Аланом Миллером и Бобом Уайтхедом. Леви поддержал подход, при котором имена авторов игры упоминаются и раскручиваются вместе с самой игрой. Это был важный шаг, который помог молодой компании привлечь талантливых авторов.
Уход из Atari четырёх программистов, чьи игры обеспечивали в то время более половины дохода с продаж картриджей, привёл к судебной тяжбе между двумя компаниями, которая не была полностью урегулирована до 1982 года. Когда на рынке игровых приставок начался спад, Activision расширилась, открыв направление игр для домашних компьютеров, а также скупив небольших издателей.
В 1982 году Activision выпустила Pitfall!, которая многими считается первой игрой-платформером, и которая стала самой продаваемой игрой для Atari 2600 (продано более 4 млн копий). Хотя команда уже доказала свою исключительность, Pitfall! принёс ей поистине большой успех. Игра не только породила множество клонов, в том числе в виде игровых автоматов, но и стала основой для целого жанра платформеров, завоевавших себе популярность среди видеоигр 1980-х.
В 1985 году Activision объединилась с Infocom — компанией - пионером текстовых квестов, которая испытывала трудности. Джим Леви был фанатом игр Infocom и хотел, чтобы эта компания осталась на плаву. Однако уже через шесть месяцев после объединения Брюс Дэвис встал во главе Activision. Он был против объединения с самого начала и правил жёсткой рукой. Он же провёл изменения в маркетинговой политике компании, в результате чего продажи игр Infocom резко упали. В итоге в 1989 году Activision закрыла студию Infocom в Кембридже и предложила 11 из 26 сотрудников студии перебраться в штаб-квартиру компании в Кремниевой долине; пятеро из них согласились.
В 1988 году компания помимо выпуска видеоигр попробовала заняться разработкой бизнес-приложений. Для этого Activision даже изменила имя на Mediagenic, с тем, чтобы отразить в нём многообразие видов деятельности компании. Несмотря на переименование, Mediagenic продолжала широко использовать бренд Activision при издании игр для различных платформ. Однако, решение о вовлечении в другие виды бизнеса в конечном счёте привело компанию к необходимости защиты по статье 11 американского закона о банкротстве.
Провал Mediagenic привёл к реорганизации и объединению с The Disc Company. После выхода из процесса банкротства Mediagenic вновь сменила имя на Activision, это произошло в Делавэре в 1992 году. На этот момент штаб-квартира компании была перенесена из Кремниевой долины в Южную Калифорнию. В ходе банкротства компания продолжала разрабатывать игры для PC и игровых приставок, и продолжала делать стратегические приобретения. После этого Activision решила сконцентрироваться на видеоиграх и только на них.

## История отношений компании с Vivendi
В декабре 2007 было объявлено о слиянии издательств Activision и Vivendi Games, которому на тот момент принадлежали множество активов, например издательский бренд Sierra Entertainment с многочисленными студиями разработки, включая Blizzard. Предполагалось, что компании объединятся в июле 2008 года, а Vivendi получит большую часть акций. По условиям сделки, Vivendi выплачивала 18,9 миллиардов долларов за 52 % акций в новой компании, президентом которой станет президент Activision Бобби Котик. В итоге образовался крупнейший медиахолдинг по производству и продаже компьютерных игр на тот момент, получивший название Activision Blizzard.
C 2011 года Vivendi стала продавать свою долю в совместном предприятии. 26 июля 2013 года Activision выкупила свои акции у Vivendi на 8 миллиардов долларов. После выкупа некоторые акционеры подали в суд на Activision, Vivendi и Бобби Котика, считая, что стоимость акций была занижена, и это позволило покупателю сэкономить $644 миллионов. Дело было рассмотрено 10 октября 2013 года, и 11 октября 2013 года сделка была утверждена. Activision снова стала независимой компанией, а 19 ноября 2014 года завершен судебный процесс между Activision и акционерами. Данный иск чуть было не стоил Бобби Котику его поста в компании. После завершении сделки у Vivendi оставалось около 12 % акций Activision Blizzard.
В конце мая 2014 года ожидалось, что Vivendi продаст очередной пакет акций стоимостью около 850 млн долларов, что снизит долю владения акциями Activision до 6 %.
Последние 5,7 % акций Vivendi продала в январе 2016 года, выручив за них около 1,1 млрд долларов.

## Студии
- Activision Shanghai в Шанхае, Китай, основана в 2009 году.
- Beenox в Квебеке, Канада, основана в мае 2000 года, приобретена 25 мая 2005 года.
- Demonware в Дублине, Ирландия, и в Ванкувере, Канада, основана в 2003 году, приобретена в мае 2007 года.
- Digital Legends Entertainment в Барселоне, Испания, основана в мае 2001 года, приобретена 28 октября 2021 году[13].
- High Moon Studios в Карлсбаде, США, основана как Sammy Corporation в апреле 2001 года, приобретена Vivendi Games в январе 2006 года.
- Infinity Ward в Вудленд-Хиллз, США, основана в 2002 году, приобретена в октябре 2003 года.
- Radical Entertainment в Ванкувере, Канада, основана в 1991 году, приобретена Vivendi Games в 2005 году, большая часть сотрудников уволена в 2012 году[14].
- Raven Software в Мэдисоне, США, основана в 1990 году, приобретена в 1997 году.
- Sledgehammer Games в Фостер-Сити, США, основана 21 июля 2009 года.
- Solid State в Санта-Монике, США, основана в 2021 году[15][16][13].
- Treyarch в Санта-Монике, США, основана в 1996 году, приобретена в 2001 году.

### Бывшие
- 7 Studios в Лос-Анджелесе, США, основана в 1999 году, приобретена в апреле 2009 года, закрыта в феврале 2011 года[17][18].
- Beachhead Studio в Санта-Монике, США, основана в феврале 2011 года.
- Bizarre Creations в Ливерпуле, Великобритания, основана как Raising Hell Productions в 1987 году, сменила название в 1994 году, приобретена 26 сентября 2007 года, закрыта 18 февраля 2011 года[19].
- Budcat Creations в Айова-Сити, США, основана в сентябре 2000 года, приобретена 10 ноября 2008 года, закрыта в ноябре 2010 года.
- Gray Matter Interactive в Лос-Анджелесе, США, основана в 1990-х годах как Xatrix Entertainment, приобретена в январе 2002 года, объединена с Treyarch в 2005 году.
- Infocom в Кембридже, штат Массачусетс, США, основана 22 июня 1979 года, приобретена в 1986 году, закрыта в 1989 году.
- Luxoflux в Санта-Монике, США, основана в январе 1997 года, приобретена в октябре 2002 года, закрыта 11 февраля 2010 года[20].
- Massive Entertainment в Мальмё, Швеция, основана в 1997 году, приобретена Vivendi Games в 2002 году, продана Ubisoft 10 ноября 2008 года.
- Neversoft в Лос-Анджелесе, США, основана в июле 1994 года, приобретена в октябре 1999 года, объединена с Infinity Ward 3 мая 2014 года[21] и официально прекратила существование 10 июля 2014 года[22].
- RedOctane в Маунтин-Вью, США, основана в ноябре 2005 года, приобретена в 2006 году, закрыта 11 февраля 2010 года[23].
- Shaba Games в Сан-Франциско, США, основана в сентябре 1997 года, приобретена в 2002 году, закрыта 8 октября 2009 года[24][25].
- Swordfish Studios в Бирмингеме, Великобритания, основана в сентябре 2002 года, приобретена Vivendi Games в июне 2005 года, продана Codemasters 14 ноября 2008 года.
- The Blast Furnace в Лидсе, Великобритания, основана в ноябре 2011 года как Activision Leeds, переименована в августе 2012 года, закрыта в марте 2014 года.
- FreeStyleGames в Ройал-Лемингтон-Спа, Великобритания, основана в 2002 году, приобретена 12 сентября 2008 года, продана Ubisoft 18 января 2017 года, впоследствии переименована в Ubisoft Leamington.
- Underground Development в Редвуд Шорс, штат Калифорния, США, основана как Z-Axis в 1994 году, приобретена в мае 2002 года, закрыта 11 февраля 2010 года[23].
- Vicarious Visions в Олбани, штат Нью-Йорк, США, основана в 1990 году, приобретена в январе 2005 года, вошла в состав Blizzard Entertainment в январе 2021 года[26]. Переименована в Blizzard Albany 12 апреля 2022 года.
- Wanako Games в Сантьяго, Чили, основана в 2005 году, приобретена Vivendi Games 20 февраля 2007 года, продана Artificial Mind and Movement 20 ноября 2008 года.
- Toys for Bob в Новато, США, основана в 1989 году, приобретена 3 мая 2005 года, отделилась от Activision в феврале 2024 года